# Arcisse de Caumont
Arcisse de Caumont, född 20 augusti 1801 i Bayeux, död 16 april 1873 i Caen, var en fransk arkeolog.
Caumont, som ursprungligen var geolog, lade ned stort arbete i uppbyggandet av den franska fornminnesvården. Den av honom grundade Société des antiquitaires de Normandie tjänade som mönster för en mängd andra fornminnesföreningar. År 1834 instiftade han Société française d'archéologie pour la conservation des monuments nationaux, vars Bulletin monumental han i många år redigerade. Caumot ägnade sig särskilt åt den medeltida arkitekturen, över vilken han utgav sin stora publikation Cours d'antiquités monumentales (12 band, 1830-41).

## Utmärkelser
- Officer av Hederslegionen,  9 augusti 1867[5]
- Bayerska Sankt Mikaels förtjänstorden
- Riddare av Piusorden
- Kommendör av Leopoldsorden
- Kommendör av Ekkronans orden
- Riddare av Nordstjärneorden

[Redigera Wikidata]